# 平和と秩序のための救済委員会
平和と秩序のための救済委員会（ロシア語: Комитет спасения за мир и порядок、ウクライナ語: Комітет порятунку за мир та порядок) は、2022年のロシアのウクライナ侵攻でロシア陸軍がヘルソン州の大部分を占領した後の2022年3月10日に憲法制定会議が設立した、ヘルソン州のロシア協力者の最高行政・執行機関。

## 設立
2022年のロシアによるウクライナ侵攻中、ロシア陸軍がヘルソン市及びヘルソン州の大部分を占領した後（ヘルソンの戦い）、元ヘルソン市長のヴォロディミール・サルド、ヘルソン市の元副市長（社会・人道問題担当）セルゲイ・チェレフコおよび通信社「Tavria News」取締役のキリル・ストレモウソフは、ロシアへの協力を始めた。その結果、3月10日の会議で「平和と秩序のための救済委員会」が設立され、その責任者のストレモウソフは、ヘルソン州とロシアとの貿易、経済、社会、文化的関係の確立を望んでいた。

## 活動
ニェザヴィーシマヤ・ガゼータによると、委員会の活動は住民の絶え間ない抵抗に遭い、多数の委員会メンバーがウクライナの秘密情報機関「国防省情報総局」（GUR）やウクライナのパルチザンによって殺害されたという。
これまでのところ、委員会の最も重要な活動の1つは、ヘルソン州の領土へのロシア・ルーブルの導入である。